# 11652 Johnbrownlee
11652 Johnbrownlee (1997 CK13) là một tiểu hành tinh vành đai chính được phát hiện ngày 7 tháng 2 năm 1997 bởi P. Sicoli và F. Manca ở Sormano.